# Three Wooden Crosses
"Three Wooden Crosses" är en sång skriven av Kim Williams och Doug Johnson, och inspelad av amerikanske countryartisten Randy Travis. Singeln släpptes i november 2002 från hans album, Rise and Shine. Sången blev hans sextonde singeletta, och den första sedan "Whisper My Name" in 1994. Den utsågs även till "Årets låt" av CMA 2003 och belönades 2004 med Dove Award i kategorin "Årets countrylåt". De tre träkorsen till höger om landsvägen i sångtexten syftar inte bara på Jesu korsfästelse, utan även de kors som runt 1984 började sättas upp längsmed landsvägarna till minne av personer som omkommit i trafiken.
Sången handlar om en bonde, en lärare, en prostituerad kvinna och en predikant som tar nattbussen från USA till Mexiko. När bussen krockar med en lastbil omkommer tre av de fyra nämnda passagerarna. Den prostituerade kvinnan överlever, och innan olyckan hade predikanten lämnat sin bibel åt henne.
I sista versen nämns att hela berättelsen nämndes av en annan predikant under söndagsgudstjänsten i kyrkan, och hans mor är den prostituerade kvinnan.

## Listplaceringar
| Lista (2002-2003)            | Topplacering |
| ---------------------------- | ------------ |
| US Country Songs (Billboard) | 1            |
| US Billboard Hot 100         | 31           |

### Årslistotor
| Lista (2003)                    | Topplacering |
| ------------------------------- | ------------ |
| USA (Country Songs) (Billboard) | 17           |

### Fotnoter
1. ↑  Shelburne, Craig (19 maj 2003). ”Randy Travis Scores First No. 1 Since 1994”. http://www.cmt.com/news/country-music/1471918/randy-travis-scores-first-no-1-since-1994.jhtml. Läst 19 september 2014.
2. ↑  2003 CMA Awards – Infoplease.com
3. ↑  Country Dove Award Winners - About.com Arkiverad 19 februari 2012 hämtat från the Wayback Machine.
4. ↑  "Randy Travis Album & Song Chart History" Billboard Country Songs for Randy Travis. Prometheus Global Media.
5. ↑  "Randy Travis Album & Song Chart History" Billboard Hot 100 for Randy Travis. Prometheus Global Media.
6. ↑  ”Best of 2003: Country Songs”. Billboard. Prometheus Global Media. 17 mars 2003. http://www.billboard.com/charts/year-end/2003/hot-country-songs. Läst 19 september 2014.